# أندي روبنسون
أندي روبنسون (بالإنجليزية: Andy Robinson)‏ (10 مارس 1966 بأولدهام في المملكة المتحدة - ) هو لاعب كرة قدم بريطاني في مركز الوسط. لعب مع مانشستر يونايتد ونادي بوري ونادي بيرنلي ونادي كارلايل يونايتد وويكمب وندررز وAylesbury United F.C. ‏.